# Myotis aelleni
Myotis aelleni (Нічниця південна) — вид роду Нічниця (Myotis).

## Поширення, поведінка
Країни проживання: Аргентина. Відомий з двох місць на південному заході Аргентини.